# Estandarte do Ulster

Estandarte do Ulster.

Estandarte de Ulster foi a bandeira do governo da Irlanda do Norte de 1953 a 1972. Ainda é utilizada para representar a Irlanda do Norte em alguns eventos desportivos, nos quais tal nação constituinte do Reino Unido compete.

## Origem

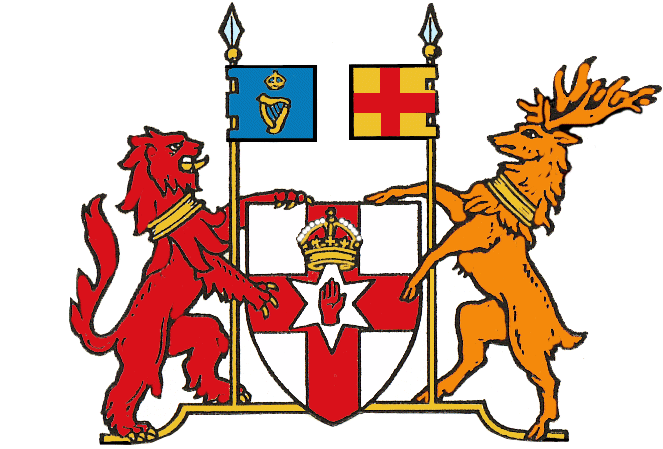
Brasão de armas da Irlanda do Norte.

Bandeira de Inglaterra.

Bandeira da Província do Ulster.

A bandeira vem do brasão de armas da Irlanda do Norte, que por sua vez se baseia na bandeira de Inglaterra e na bandeira de Ulster, com a adição de uma coroa para simbolizar a lealdade dos unionistas do Ulster à Monarquia Britânica. Tal como a bandeira da província Irlandesa do Ulster, contém a Mão Vermelha do Ulster ao centro. O significado da estrela não é consensual, uns dizendo ser aquela a Estrela de David, e outros afirmando que pelas suas seis pontas representa os seis condados que constituem a Irlanda do Norte. Também há quem se refira à bandeira como a "Bandeira da Mão Vermelha", "Bandeira da Irlanda do Norte", "Bandeira Norte-Irlandesa" ou "Bandeira do Ulster" (não confundir com a bandeira provincial).

## Uso oficial
O Estandarte do Ulster foi a bandeira oficial do Governo da Irlanda do Norte de 1953 a 1972, mas é pouco provável que alguma vez venha a ser usado nalguma ocasião oficial como representativa da Irlanda do Norte ou do seu governo, porque, por várias razões, não é aceite por muitos da comunidade nacionalista.
Em 1924, foram concedidas armas ao Governo da Irlanda do Norte por Requerimento Real, ganhando direito a reproduzir essas armas numa bandeira ou estandarte. Este direito foi exercido durante a Coroação de 1953. Entre 1953 e 1972, esta bandeira foi as armas do Governo da Irlanda do Norte e também bandeira civil com um uso muito para além do de facto. Deixou de ter o aval oficial do governo quando o Parlamento da Irlanda do Norte foi dissolvido pelo Governo Britânico conforme o Acto da Constituição da Irlanda do Norte de 1973.

## Uso na sociedade
O Estandarte do Ulster é usado pela comunidade unionista, juntamente com a Bandeira da União no cantão, e outro modelo apresenta a mão vermelha e um contorno do mapa da Irlanda do Norte sobre a Bandeira da União.
A bandeira é frequentemente usada por fãs da Seleção Norte-Irlandesa de Futebol e por alguns fãs da Seleção Irlandesa de Râguebi (as Irlandas têm uma seleção unificada neste esporte) quando joga na Irlanda do Norte). Também representa a Irlanda do Norte nos Jogos da Commonwealth e em várias outras competições despostivas.